# 松前町 (北海道)
松前町（日语：／ Matsumae chō */?）是北海道渡島綜合振興局西南部的一個城鎮，地處北海道最南端的位置，西面日本海，南臨津輕海峽，也是日本最北的城下町、松前藩的政治、經濟和文化中樞。當地以漁業為主，並以北海道遺產松前城和全國著名的賞櫻場松前公園所聞名。因為過去是松前藩的中樞，因此以「松前」命名。當地在日本也有「北方小京都」之稱。
「松前」的名字是源自阿伊努語的「mat-oma-i」（婦女居住的地方）或是「mat-oma-nay」（婦女居住的河流）。位於北海道西南方的渡島大島和渡島小島也屬於松前町之轄區。

## 歷史
由於松前町為北海道中較溫暖的地區，有豐富的動植物和漁產，早在7,000年前至8,000年前左右已經開始有人定居於此，目前已發現有許多繩文時代以後的遺跡。在日本歷史上松前此地最早出現於『續日本紀』，其中720年的部分記載了「渡島津輕津」，其中的「渡島」指的就是蝦夷地，「津輕津」則是作為津輕地方的渡口松前附近的區域。到了14世紀的『諏訪大明神畫詞』中則首次描述了松前。
在『福山舊事記』中，提到1189年源賴朝進攻奧州的平泉藤原後，有許多人逃到此地；此外也有傳說源義經曾經逃亡至此地。在鎌倉時代也曾經以此地為罪犯的流放地，也因此使得此地的和人人數增加。1604年德川家康取得政權後，決定有效掌握位於蝦夷地的領地，因此成立了松前藩。

### 年表
- 1900年7月1日：福山町成立為北海道一級町。
- 1915年4月1日：江良町村、原口村、清部村合併成大島村，並成為北海道二級村。
- 1923年4月1日：大澤村、上及部村、荒谷村、炭燒澤村合併為大澤村，根部田村、赤神村、札前村、茂草村、雨垂石村合併為小島村，並同時成為北海道二級村。
- 1940年7月1日：福山町改名為松前町。
- 1954年7月1日：大島村、大澤村和小島村被併入松前町。

## 交通

### 港口
- 松前港

### 鐵路
- 北海道旅客鐵道
  - 松前線：已於1988年停駛

### 道路
| 一般國道 - 國道228號 | 道道 - 北海道道5江差木古內線 - 北海道道380號松前停車場線 - 北海道道435號松前港線 - 北海道道607號石崎松前線 |

### 巴士
- 函館巴士
  - 木古內～松前線
  - 快速松前號：函館～松前線
  - 松前～江差線

## 觀光景點
| - 松前公園 - 松前藩屋敷 - 松前町鄉土資料館 - 福山城（松前城） - 松前藩主松前家墓所 - 法幢寺 - 龍雲院 - 法源寺 - 光善寺 - 阿吽寺 - 專念寺 - 法華寺 - 正行寺 - 松前神社 - 德山大神宮 - 松前溫泉 - 孟宗竹林 - 折戶濱海水浴場 | - 櫻花祭（每年4月下旬～5月中旬） - 城下時代祭（每年8月中旬） - 福山城本丸御門（國指定重要文化財） - 龍雲院本堂、庫裏、惣門、鐘樓及土藏（國指定重要文化財） - 法源寺山門（國指定重要文化財） - 銀板写真（國指定重要文化財） - 松前氏城跡 福山城跡（國指定史蹟） - 大館跡（國指定史蹟） - 松前藩主松前家墓所（國指定史蹟） - 渡島大島（國指定天然紀念物） - 松前小島（國指定天然紀念物） - 松前神樂（北海道指定無形文化財） - 舊松前城本丸表御殿玄關（北海道指定有形文化財） - 德山大神宮本殿（北海道指定有形文化財） - 求福山山車之人形及其他附屬品（北海道指定有形文化財）：收藏於松前町鄉土資料館 - 光明寺寬保津波之碑（北海道指定有形文化財） - 松前屏風（北海道指定有形文化財）：收藏於松前城跡資料館 - 泉龍院寬保津波之碑（北海道指定有形文化財） - 薙刀銘堀井正次（北海道指定有形文化財）：收藏於松前町鄉土資料館 - 不動明王立像（北海道指定有形文化財）：收藏於阿吽寺 - 木造阿彌陀如來立像（北海道指定有形文化財）：收藏於光善寺 - 木造日蓮聖人坐像（北海道指定有形文化財）：收藏於法華寺 |

## 教育

### 高等學校
- 道立北海道松前高等學校 （页面存档备份，存于）

### 中學校
| - 松前町立松前中學校 | - 松前町立大島中學校 |

### 小學校
| - 松前町立白神小學校 - 松前町立松城小學校 - 松前町立大島小學校 | - 松前町立原口小學校 - 松前町立小島小學校 | - 松前町立館濱小學校 - 松前町立松前小學校 |

## 姊妹市・友好都市

### 日本
- 近江八幡市（滋賀縣）
- 梁川町（福島縣伊達郡）：現已合併為伊達市
- 松前町（愛媛縣伊予郡）

### 法国
- 贝桑松（杜省）

## 外部連結
- （日語）松前觀光協會
- （日語）松前櫻漁會 （页面存档备份，存于）